# Show Me Your Tears
Show Me Your Tears är det sista albumet till dags datum som släppts av Frank Blacks grupp Frank Black and the Catholics. Skivan har hämtat inspiration från Blacks skilsmässa och hans terapisessioner.

## Låtlista
1. "Nadine" – 3:05
2. "Everything Is New" – 3:51
3. "My Favorite Kiss" – 2:06
4. "Jaina Blues" – 3:51
5. "New House of the Pope" – 3:15
6. "Horrible Day" – 3:37
7. "Massif Centrale" – 4:52
8. "When Will Happiness Find Me Again?" – 2:19
9. "Goodbye Lorraine" – 2:37
10. "This Old Heartache" – 3:27
11. "The Snake" – 2:01
12. "Coastline" – 1:57
13. "Manitoba" – 4:33